# Saint-Florentin, Yonne
Saint-Florentin là một xã trong tỉnh Yonne, thuộc vùng Bourgogne-Franche-Comté của nước Pháp, có dân số là 5748 người (thời điểm 1999). Saint-Florentin nằm cạnh sông Armançon và kênh đào Bourgogne.

## Nhân khẩu học
| 1962  | 1968  | 1975  | 1982  | 1990  | 1999  |
| ----- | ----- | ----- | ----- | ----- | ----- |
| 4 303 | 5 818 | 7 000 | 6 757 | 6 433 | 5 748 |